# Studenec (přírodní památka)
Studenec je přírodní památka, která byla vyhlášena v roce 1989. Předmětem ochrany je mokřadní ekosystém s porostem silně ohroženého ďáblíku bahenního a dalších ohrožených druhů. Území se nachází u Studence, části města Oloví v okrese Sokolov, přibližně 2,5 km západně od Oloví. Leží v jižní části přírodního parku Leopoldovy Hamry.

## Popis oblasti
Chráněné území tvoří zarůstající rybníček a jeho okolí v mělké zrašelinělé nivě Studeneckého potoka, který pramení v blízké, výše položené přírodní rezervaci V rašelinách.

## Přírodní poměry
Přírodní památka se nachází v geomorfologickém celku Krušné hory, podcelku Klínovecká hornatina, okrsku Jindřichovická vrchovina.

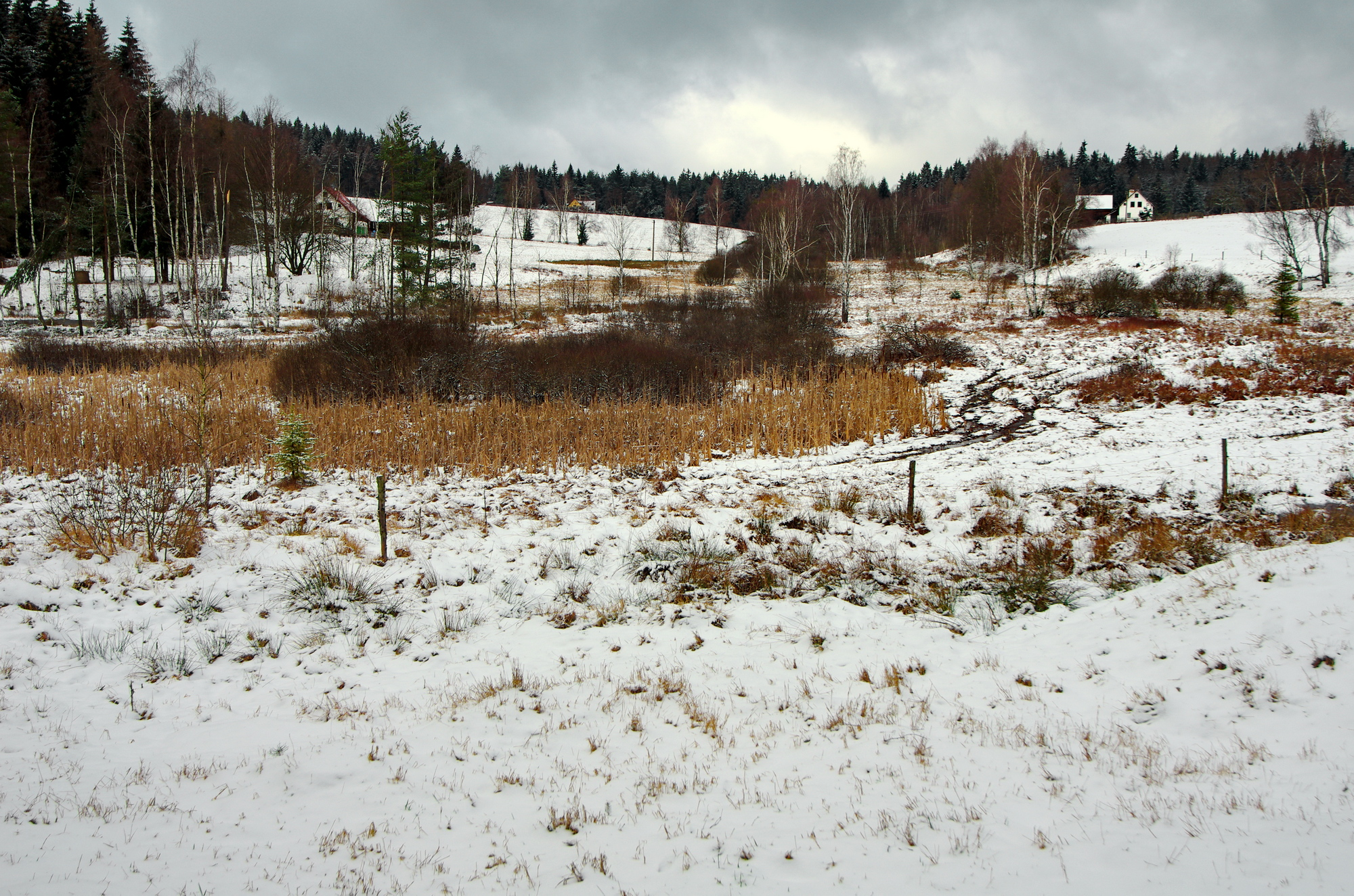
v lednu 2015

Horninovým podkladem jsou fylity, které jsou překryty sedimenty potoka, v severovýchodní části území svahovými sedimenty. Nejníže položenou a zároveň nejširší část nivy vyplňuje rašeliniště se stagnující hladinou vody.
Rybníček je lemován náletem borovice lesní a břízy bělokoré. Jižní a západní okrajové území zahrnuje podmáčené pcháčové louky. Na lokalitě roste řada vzácnějších, ohrožených a silně ohrožených druhů rostlin. Mezi ně patří desetitisíce exemplářů ďáblíku bahenního (Calla palustris) a vachty trojlisté (Menyanthes trifoliata), stovky rostlin klikvy bahenní (Oxycoccus palustris). V menším množství zde roste vrba rozmarýnolistá (Salix rosmarinifolia), kosatec žlutý (Iris pseudacorus), suchopýr pochvatý (Eriophorum vaginatum), v ostřicomechových porostech prstnatec májový (Dactylorhiza majalis) a v sušších partiích prha arnika (Arnica montana). V mechovém patře roste rašeliník oblý (Sphagnum teres), rašeliník křivolistý (Sphagnum fallax) a klamonožka bahenní (Aulacomnium palustre).  
Zoologický průzkum zjistil výskyt čolka horského (Triturus alpestris), skokana hnědého (Rana temporaria), ropuchy obecné (Bufo bufo), ještěrky obecné (Lacerta agilis), ještěrky živorodé (Zootoca vivipara), zmije obecné (Vipera berus) a užovky obojkové (Natrix natrix). Z méně běžných druhů bezobratlých to jsou vážka čárkovaná (Leucorrhinia dubia), vážka tmavá (Sympertum danae) a šidélko malé (Ischnura pumilio) 